# Lepidodexia nocturnalis
Lepidodexia nocturnalis är en tvåvingeart som beskrevs av Margaret Walton 1915. Lepidodexia nocturnalis ingår i släktet Lepidodexia och familjen köttflugor. Inga underarter finns listade i Catalogue of Life.